# Thessalische Schachblume
Die Thessalische Schachblume (Fritillaria thessala) ist eine Pflanzenart aus der Familie der Liliengewächse (Liliaceae). Sie ist sehr formenreich.

## Beschreibung
Die Thessalische Schachblume ist eine ausdauernde, krautige Zwiebelpflanze, die Wuchshöhen von 15 bis 45 Zentimetern erreicht. Die Blätter messen bis 10 × 5 Zentimeter und sind grün. Die obersten 3 Blätter sind quirlig. Die Nektardrüsen messen 4 bis 6 × 3 bis 6 Millimeter und sind eiförmig.
Die Blütezeit reicht von April bis Mai.
Die Chromosomenzahl beträgt 2n = 24.

## Vorkommen
Die Thessalische Schachblume kommt in Südost-Albanien, Mazedonien und Griechenland vor. Sie wächst auf subalpinen Wiesen und Nadelwaldlichtungen auf Kalk und Serpentin in Höhenlagen von 10 bis 2300 Meter.

## Taxonomie
Die Thessalische Schachblume wurde 1882 von Pierre Edmond Boissier als Varietät Fritillaria graeca var. thessala in Flora Orientalis Band 5, Seite 182 erstbeschrieben. Diese Varietät wurde 1991 von Georgia Kamari (* 1943) in Strid & Kit Tan: Mountain Flora of Greece Band 2 Seite 680 zur Art Fritillaria thessala (Boiss.) Kamari erhoben. Synonyme sind Fritillaria graeca subsp. thessala (Boiss.) Rix und Fritillaria ionica subsp. thessala (Boiss.) Kamari.

## Nutzung
Die Thessalische Schachblume wird selten als Zierpflanze genutzt.